# Daniel Cirrincione
Daniel Omar Cirrincione (Hurlingham, Provincia de Buenos Aires, Argentina, 2 de febrero de 1970) es un exfutbolista de nacionalidad argentina que se destacó como arquero.

## Historia
Comenzó su carrera como arquero en las inferiores de River Plate. Formó parte del plantel campeón en 1989-90, llegando a estar en el banco de suplentes en un encuentro ante Instituto de Córdoba en el que el Millonario, por entonces dirigido por Reinaldo Merlo, ganó por 2-0. 
Sin muchas chances, recaló en San Miguel, club con el que debutó profesionalmente en 1991 y disputó en total 7 temporadas, contando las distintas etapas.
En 1993 llegó a Tigre, en donde atajó 86 partidos, se consagró campeón de Primera B en 1994 y ascendió al Nacional B en 1995, tras ganar el desempate final contra Argentino de Rosario, disputado en cancha de Rosario Central. 
También jugó en Los Andes, Almirante Brown de Arrecifes y Atlanta.
Una vez retirado, pasó a ser profesor de arquero de las divisiones inferiores de Boca Juniors.

## Trayectoria
| Club                         | País      | Período   |
| ---------------------------- | --------- | --------- |
| San Miguel                   | Argentina | 1991-1993 |
| Tigre                        | Argentina | 1993-1996 |
| Los Andes                    | Argentina | 1996-1997 |
| San Miguel                   | Argentina | 1997-1999 |
| Almirante Brown de Arrecifes | Argentina | 1999-2000 |
| San Miguel                   | Argentina | 2001-2002 |
| Atlanta                      | Argentina | 2002-2003 |

## Palmarés

### Campeonatos nacionales
| Torneo                | Club        | País      | Año     |
| --------------------- | ----------- | --------- | ------- |
| Primera División      | River Plate | Argentina | 1989-90 |
| Primera B (Clausura)  | Tigre       | Argentina | 1994    |
| Ascenso al Nacional B | Tigre       | Argentina | 1995    |